# 3 µm
O processo de 3 μm é o nível de tecnologia de processo de semicondutor MOSFET que foi alcançado por volta de 1977, por empresas líderes de semicondutores, como a Intel.